# 沢田正人
沢田 正人（さわだ まさひと）は、日本の男性アニメーター、キャラクターデザイナー。オー・エル・エム所属。沢田正人、澤田正人、さわだまさひとの名前でクレジットされる。

## 参加作品

### テレビアニメ
- うる星やつら （1981年-1986年、作画監督・原画）
- 聖戦士ダンバイン （1983年-1984年、動画）
- 重戦機エルガイム （1985年-1986年、原画・動画）
- 蒼き流星SPTレイズナー （1985年-1986年、作画監督・原画）
- ルパン三世 バイバイ・リバティー・危機一発! （1989年、原画）
- がきデカ （1989年-1990年、作画監督）
- たんけんゴブリン島 （1990年-1993年、作画）
- RPG伝説ヘポイ （1990年-1991年、原画）
- ゲンジ通信あげだま （1991年-1992年、作画監督・原画）
- 姫ちゃんのリボン （1992年-1993年、原画）
- 赤ずきんチャチャ （1994年-1995年、作画監督・原画）
- キャプテン翼J （1994年-1995年、原画）
- ナースエンジェルりりかSOS （1995年-1996年、原画）
- るろうに剣心 -明治剣客浪漫譚- （1996年-1998年、原画）
- こどものおもちゃ （1996年-1998年、原画）
- ポケットモンスター （1997年-2002年、原画）
- 剣風伝奇ベルセルク （1997年-1998年、原画）
- To Heart （1999年、作画監督・原画）
- 鋼鉄天使くるみ （1999年-2000年、作画監督・原画）
- ポケットモンスター ミュウツー! 我ハココニ在リ （2000年、原画）
- 鋼鉄天使くるみ2式 （2001年、作画監督・原画）
- フィギュア17 つばさ&ヒカル （2001年-2002年、作画監督・原画）
- ポケットモンスター サイドストーリー （2002年-2004年、原画）
- PIANO （2002年-2003年、原画）
- ポケットモンスター アドバンスジェネレーション （2002年-2006年、原画）
- コロッケ! （2003年-2005年、原画）
- 強殖装甲ガイバー （2005年-2006年、総作画監督・作画監督・OP作画監督・クリーチャー設定）
- デルトラクエスト （2007年-2008年、プロップデザイン・作画監督・原画・OP原画）
- イナズマイレブン （2008年-2011年、メインアニメーター・原画・OP原画・ED原画）
- イナズマイレブンGO （2011年-2012年、メインアニメーター・原画・OP原画・ED原画）
- イナズマイレブンGO クロノ・ストーン （2012年-2013年、メインアニメーター・原画・OP原画）
- イナズマイレブンGO ギャラクシー （2012年-2013年、メインアニメーター・原画・OP原画・ED原画）
- GO-GO たまごっち! （2014年、バンクアニメーション原画）

### OVA
- GREED （1985年、原画）
- COOL COOL BYE （1986年、アニメーター）
- 銀河英雄伝説 （1988年-1989年、原画）
- おれ、夕子 （1991年、原画）
- 魍魎戦記MADARA （1991年、原画）
- Compiler 陰の章 （1994年、原画）
- プライベート・アイ・ドル （1995年-1996年、原画）
- ぶっとび!!CPU （1997年、原画・OP原画）
- ジオブリーダーズ 魍魎遊撃隊 File-X ちびねこ奪還 （1998年、原画）
- クイーン・エメラルダス （1998年-1999年、メカ作画監督・原画）
- 超神姫ダンガイザー3 （1999年-2001年、原画）
- 鋼鉄天使くるみ零 （2001年、作画監督・原画・レイアウト）

### 劇場アニメ
- 劇場版ポケットモンスター アドバンスジェネレーション 七夜の願い星 ジラーチ （2003年、作画監督・原画）
- 劇場版ポケットモンスター アドバンスジェネレーション 裂空の訪問者 デオキシス （2004年、作画監督・原画）
- 新暗行御史 （2004年、作画監督・レイアウト）
- 劇場版ポケットモンスター アドバンスジェネレーション ポケモンレンジャーと蒼海の王子 マナフィ （2006年、作画監督）
- 劇場版ポケットモンスター ダイヤモンド&パール ギラティナと氷空の花束 シェイミ （2008年、作画監督）
- 劇場版イナズマイレブン 最強軍団オーガ襲来 （2010年、スペシャルアニメーター・原画）
- 劇場版イナズマイレブンGO 究極の絆 グリフォン （2011年、キャラクターデザイン）
- 映画 妖怪ウォッチ 誕生の秘密だニャン! （2014年、原画）
- ポケモン・ザ・ムービーXY 光輪の超魔神 フーパ （2015年、原画）

### ゲーム
- 誰彼 （2001年、OP原画） ※18禁
- イナズマイレブン ストライカーズ 2012エクストリーム （2011年、キャラクターデザイン）